# Janne Madsen
Janne Madsen (* 12. März 1978) ist eine dänische Fußballspielerin. Die Mittelfeldspielerin steht beim Verein Fortuna Hjørring unter Vertrag und spielt für die dänische Nationalmannschaft.
Madsen begann ihre Karriere beim Verein Grønbjerg IF. Mit Fortuna Hjørring wurde Madsen 2002 dänische Meisterin und konnte zwischen 2000 und 2002 dreimal in Folge den dänischen Pokal gewinnen. In der Saison 2002/03 erreichte sie mit ihrer Mannschaft das Finale des UEFA Women’s Cup, welches gegen Umeå IK verloren wurde.
Am 24. Mai 2000 debütierte Madsen in einem Spiel gegen Jugoslawien in der dänischen Nationalmannschaft. Sie nahm an der Europameisterschaft 2001 und der Weltmeisterschaft 2007 teil. In 61 Länderspielen erzielte sie vier Tore.